# Zentrum-Peripherie-Modell
Beim Zentrum-Peripherie-Modell handelt es sich um ein theoretisches Modell, das den Zusammenhang zwischen Zentren, in der Regel Städte, und Peripherien, also eher ländlichen Gegenden, aufzeigt.

## Zentrum
Ein Hauptort oder zentraler Ort ist aus Sicht der Verwaltungsgliederung und der Raumplanung – mit leicht unterschiedlicher Bedeutung – die Ortschaft, die das wirtschaftliche, geistige oder administrative Zentrum eines geographischen Raumes darstellt. Zentrale Orte sind Orte, in denen Verwaltungs-, Dienstleistungs-, Verkehrs-, Kultur-, Bildungs- und Wirtschaftsfunktionen für ein Umland konzentriert sind. Ein solcher Ort nimmt aufgrund dieser Konzentration eine bedeutende Stellung für sein Umland ein („Bedeutungsüberschuss“). Zentrale Orte bilden unter sich wiederum oft eine Hierarchie bzw. bauen ein Schema der Funktionsteilung von Zentralität auf. Ein solches Schema ist beispielsweise das System der zentralen Orte, das auf raumwissenschaftliche Untersuchungen in den 1930er Jahren zurückgeht. Darüber hinaus sind weitere wissenschaftliche Ansätze und Modelle zur Erklärung der Entstehung und Funktion von Zentralität und Zentralen Orten entstanden.

## Peripherie
In der Geographie wird der Begriff Peripherie verwendet, um einen Gegensatz zu einem Zentrum zu beschreiben. Er kann lokal, also innerhalb einer Stadt, regional innerhalb eines Landes, eines Kontinents oder global für die gesamte Erde verwendet werden. Häufig wird er verwendet, um räumliche Disparitäten aufzuzeigen oder zu erklären.

## Anwendung
Für gewöhnlich werden die höher entwickelten Länder der Nordhalbkugel (ehemals Erste Welt) als Zentren angesehen, die Peripherien (ehemals Dritte Welt) sind landläufig mit „ärmeren“ Ländern der Südhalbkugel, im speziellen Afrika, assoziiert. Eine Definition, die in ihrer Grundgesamtheit aus den 1950er Jahren stammt und heute als überholt gilt.
Klassischerweise korrelieren Zentren stark mit dem Machtbegriff und stehen im Konflikt mit peripheren Umgebungen, die rohstoffreich, aber nicht in der Lage sind diesen in adäquat zu nutzen. Der Begriff „Ausbeutung“ ist eng mit der Thematik verbunden.